# 須賀英之
須賀 英之（すか ひでゆき、1955年1月25日 - ）は、宇都宮共和大学学長。
東京都出身。武蔵中学校・高等学校、東京大学経済学部卒業。日本興業銀行人事部副調査役、産業調査部主任部員、本店営業部・業務部副部長などを歴任し、2000年、須賀学園に戻る。
現在、学校法人須賀学園副理事長、宇都宮共和大学学長、宇都宮短期大学学長、宇都宮短期大学附属中学校・高等学校校長、栃木県私学審議会委員、栃木県産業教育審議会委員、栃木県産業再生委員会地域金融再生部会長などを務める。
妻は国文学者で東京学芸大学教授の河添房江。